# Gislaine Ferreira
Gislaine Rodrigues Ferreira (Belo Horizonte, 19 de julho de 1983) é uma modelo e jornalista brasileira que foi eleita Miss Brasil no dia 26 de abril de 2003 em São Paulo.
Antes de sua coroação, ela já havia conquistado alguns títulos em outros concursos de beleza. Foi Rainha Estudantil do Colégio Marista Diocesano e Rainha Nacional do Milho, na cidade de Patos de Minas, Miss Minas Gerais (segundo Lugar), Miss Tocantins, e Miss Universo (sexto lugar).
Sua indicação para representar o Estado do Tocantins ocorreu depois que a organização local não conseguiu realizar o concurso dentro do prazo determinado pela empresa promotora do certame nacional.

## Carreira

### Miss Brasil e modelo
Gislaine conseguiu a sexta colocação no Miss Universo ao ficar meio ponto atrás da japonesa Miyako Miyazaki. O concurso ocorreu no dia 3 de junho de 2003 na cidade do Panamá.
Antes e após o concurso, continuou investindo na carreira de modelo profissional, na qual já fez campanhas publicitárias, desfiles de moda, apresentação de eventos, além de participar do corpo de jurados de concursos de beleza por todo o Brasil.

### Apresentadora e jornalista
Antes de ser Miss, Gislaine já atuava como apresentadora de TV em Belo Horizonte, onde mora.[carece de fontes?] Ela conciliava essa atividade com a de assessora na Assembleia Legislativa do Estado. Como jornalista faz reportagens especiais para jornais e emissoras de TV, tendo participado da cobertura do Miss Universo 2004, em Quito, no Equador, como correspondente da Rede Bandeirantes.
Entre 2006 e outubro de 2019, trabalhou na TV Globo Minas, onde apresentou a previsão do tempo e eventualmente ancora e edita os telejornais Bom Dia Minas e MGTV.

## Vida pessoal
Filha de Itamar e Magna Rodrigues, Gislaine tem três irmãs, Gisllene, Geisyane e Giselle. A jornalista é casada com o empresário Isnard Orlando Araújo. É mãe de dois filhos, Pedro e Fernanda.